# 原村
原村（はらむら）は、長野県諏訪郡にある村。八ヶ岳連峰西麓の標高1000メートル前後の高原地帯に位置している。

## 地理

### 位置
日本列島のほぼ中央、諏訪盆地の南東に位置し、山列の西斜面に東西に細長く広がっている。標高は中央道直下の840メートルから阿弥陀岳山頂の2806メートルの間にあり、周囲は約50km、総面積は約40km2。

### 地形
阿弥陀岳を頂点として西斜面に細長く広がり、山岳部・山麓部・平坦部の3つに分けられる。山岳部は標高約1600m以上の八ヶ岳の山岳地帯であり、急峻な山岳地形を形成している。山麓部は標高1200m付近までなだらかな傾斜が広がり森林と原野が続くが、保養地や別荘地の開発により観光地化が進んでいる。平坦部は緩やかな西斜面に幾筋もの谷と丘が形成され古くから集落が点在している。阿弥陀岳より流れる立場川と柳川の扇状地が重なった複合扇状地上に村は位置する。ほか、扇状地内には弓振川、前沢川、小早川などが流れ、平坦部を侵食して東西方向の谷を形成している。
山間部に位置しており、信州ドクターヘリのランデブーポイントが村内に9か所ある。

## 気候

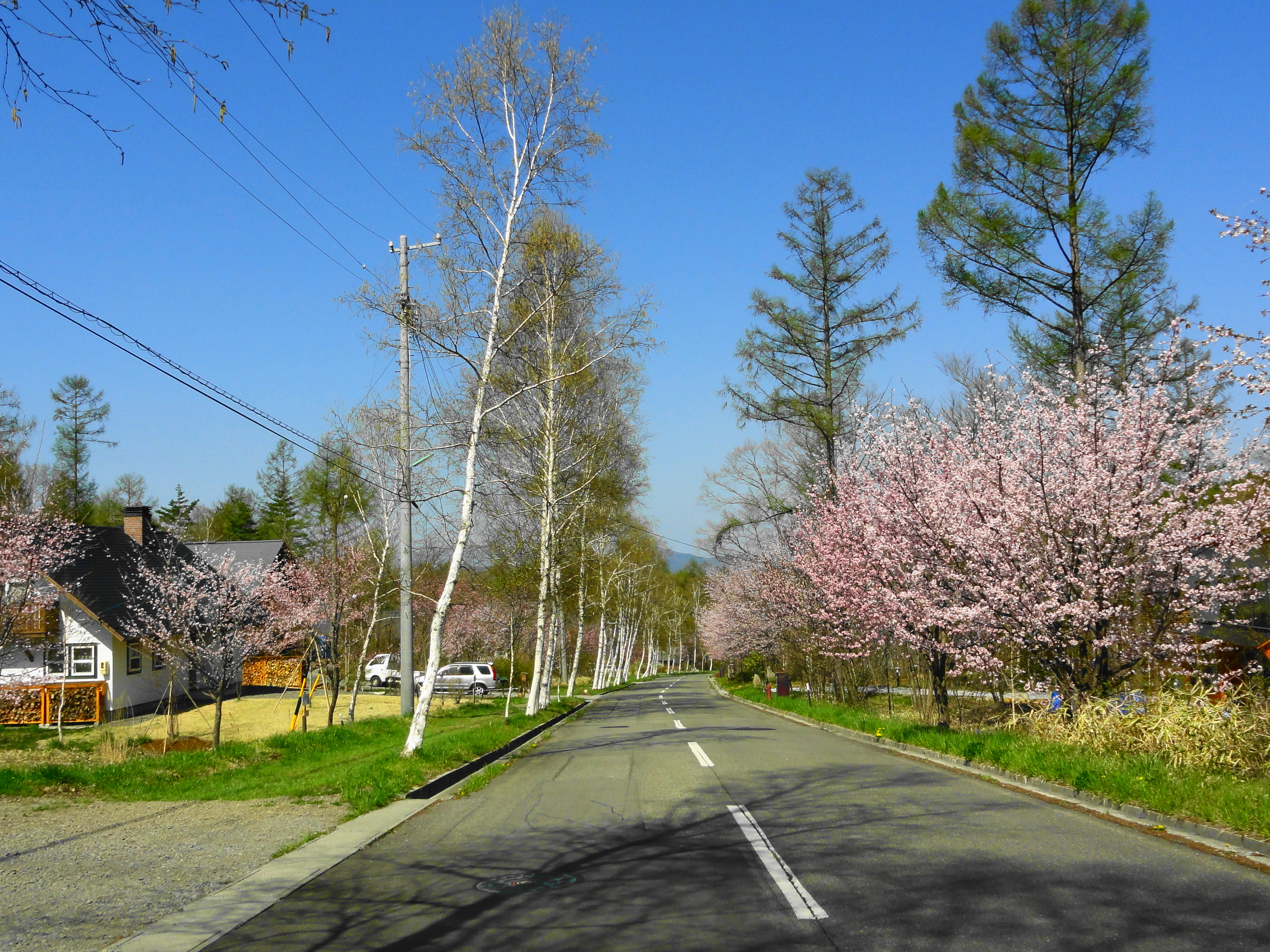
春の村内風景

ケッペンの気候区分によると、原村は湿潤大陸性気候・亜寒帯湿潤気候（Dfa）に属する。最暖月の日平均気温は22.0℃、最寒月の日平均気温は-3.0℃であり、温暖湿潤気候及び西岸海洋性気候との境界に位置している。冬季は-15℃前後の気温が観測されることが珍しくなく、寒さが厳しい。
| 原村（1991年 - 2020年）の気候 | 原村（1991年 - 2020年）の気候 | 原村（1991年 - 2020年）の気候 | 原村（1991年 - 2020年）の気候 | 原村（1991年 - 2020年）の気候 | 原村（1991年 - 2020年）の気候 | 原村（1991年 - 2020年）の気候 | 原村（1991年 - 2020年）の気候 | 原村（1991年 - 2020年）の気候 | 原村（1991年 - 2020年）の気候 | 原村（1991年 - 2020年）の気候 | 原村（1991年 - 2020年）の気候 | 原村（1991年 - 2020年）の気候 | 原村（1991年 - 2020年）の気候 |
| 月                            | 1月                           | 2月                           | 3月                           | 4月                           | 5月                           | 6月                           | 7月                           | 8月                           | 9月                           | 10月                          | 11月                          | 12月                          | 年                            |
| ----------------------------- | ----------------------------- | ----------------------------- | ----------------------------- | ----------------------------- | ----------------------------- | ----------------------------- | ----------------------------- | ----------------------------- | ----------------------------- | ----------------------------- | ----------------------------- | ----------------------------- | ----------------------------- |
| 最高気温記録 °C （°F）        | 14.3 (57.7)                   | 17.1 (62.8)                   | 22.2 (72)                     | 27.4 (81.3)                   | 30.1 (86.2)                   | 33.4 (92.1)                   | 33.7 (92.7)                   | 33.9 (93)                     | 31.9 (89.4)                   | 26.8 (80.2)                   | 22.8 (73)                     | 18.3 (64.9)                   | 33.9 (93)                     |
| 平均最高気温 °C （°F）        | 2.4 (36.3)                    | 3.6 (38.5)                    | 8.3 (46.9)                    | 15.1 (59.2)                   | 20.2 (68.4)                   | 23.1 (73.6)                   | 26.8 (80.2)                   | 28.1 (82.6)                   | 23.4 (74.1)                   | 17.4 (63.3)                   | 11.7 (53.1)                   | 5.6 (42.1)                    | 15.5 (59.9)                   |
| 日平均気温 °C （°F）          | −3.0 (26.6)                   | −2.2 (28)                     | 1.9 (35.4)                    | 8.0 (46.4)                    | 13.5 (56.3)                   | 17.3 (63.1)                   | 21.3 (70.3)                   | 22.0 (71.6)                   | 17.7 (63.9)                   | 11.5 (52.7)                   | 5.5 (41.9)                    | 0.0 (32)                      | 9.5 (49.1)                    |
| 平均最低気温 °C （°F）        | −8.1 (17.4)                   | −7.8 (18)                     | −3.8 (25.2)                   | 1.7 (35.1)                    | 7.5 (45.5)                    | 12.7 (54.9)                   | 17.1 (62.8)                   | 17.6 (63.7)                   | 13.5 (56.3)                   | 6.8 (44.2)                    | 0.3 (32.5)                    | −4.9 (23.2)                   | 4.4 (39.9)                    |
| 最低気温記録 °C （°F）        | −16.9 (1.6)                   | −19.7 (−3.5)                  | −14.5 (5.9)                   | −8.7 (16.3)                   | −2.5 (27.5)                   | 2.4 (36.3)                    | 9.5 (49.1)                    | 9.4 (48.9)                    | 1.2 (34.2)                    | −4.7 (23.5)                   | −10.5 (13.1)                  | −15.1 (4.8)                   | −19.7 (−3.5)                  |
| 降水量 mm （inch）            | 46.6 (1.835)                  | 57.5 (2.264)                  | 100.3 (3.949)                 | 100.4 (3.953)                 | 110.6 (4.354)                 | 151.1 (5.949)                 | 167.9 (6.61)                  | 112.9 (4.445)                 | 168.7 (6.642)                 | 143.6 (5.654)                 | 68.9 (2.713)                  | 43.1 (1.697)                  | 1,271.5 (50.059)              |
| 平均月間日照時間              | 185.2                         | 183.3                         | 190.2                         | 197.2                         | 211.9                         | 164.9                         | 172.9                         | 204.5                         | 156.3                         | 165.0                         | 177.7                         | 179.1                         | 2,188.4                       |
| 出典：気象庁                  |                               |                               |                               |                               |                               |                               |                               |                               |                               |                               |                               |                               |                               |

## 歴史

### 沿革

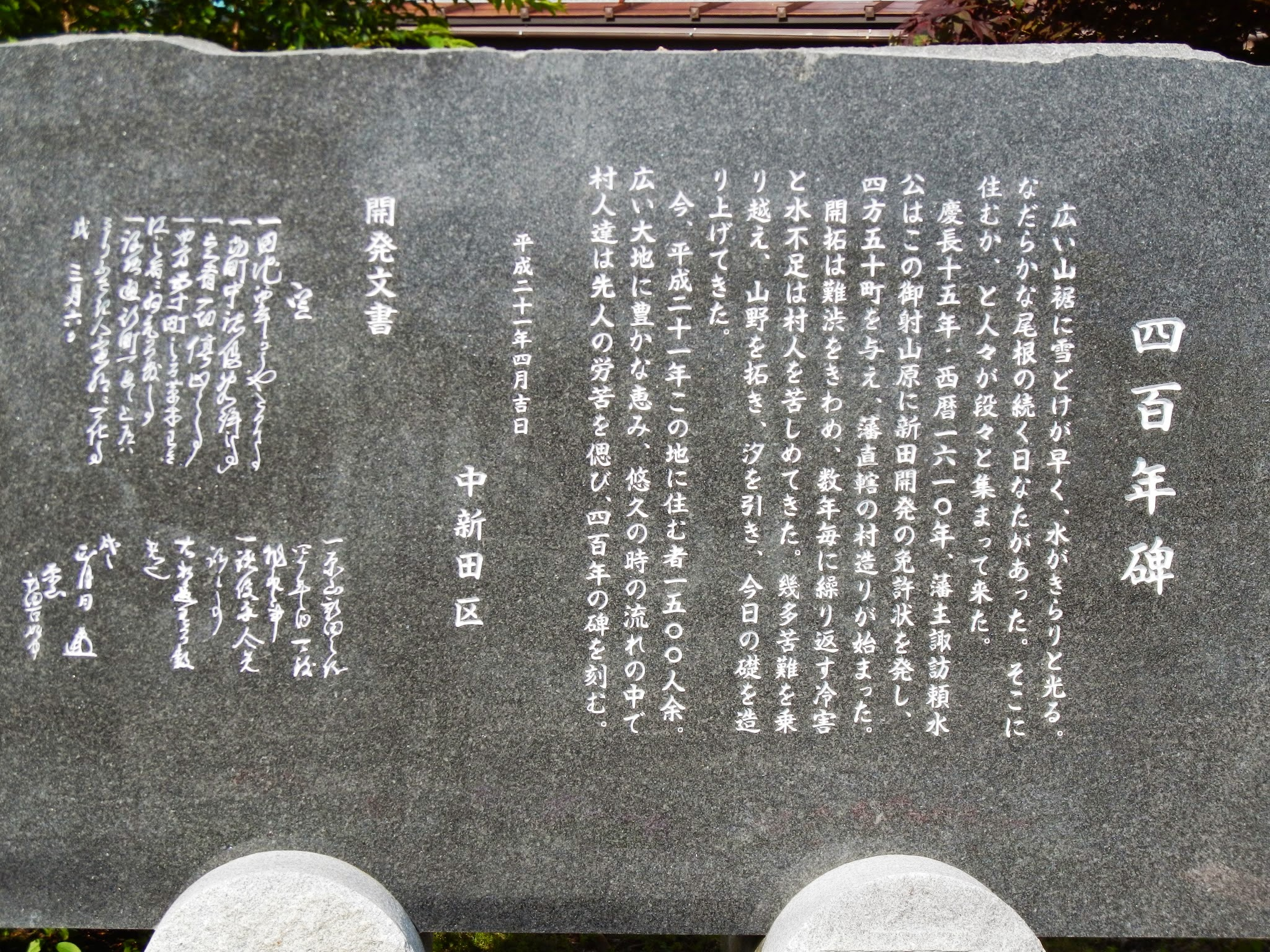
四百年碑

明治22年の町村制の施行以来、周辺の村は合併により茅野市や富士見町となったが、原村は合併をしていない。神事である諏訪大社御柱祭において、原地区の氏子は茅野市泉野地区の氏子と共同で上社の一本の柱を曳航している。
- 1871年（明治4年） - 戸籍区の編制により村域は筑摩県第105区（大久保村、柳沢村、八ツ手新田村及び払沢新田村）と第106区（柏木新田村、菖蒲沢村、中新田村及び室内新田村）となる[6]。
- 1873年（明治6年） - 大区小区制により筑摩県第14大区第7小区・第8小区となる[6]。
- 1875年（明治8年）1月23日 - 筑摩県諏訪郡大久保村、柳沢村、八ツ手新田村、払沢新田村、柏木新田村、菖蒲沢村、中新田村及び室内新田村が合併して、諏訪郡原村が発足する。
- 1876年（明治9年）8月21日 - 長野県の所属となる。
- 1889年（明治22年）4月1日 - 町村制の施行により、諏訪郡原村の区域をもって、諏訪郡原村が発足する。
- 1981年（昭和56年） - 中央自動車道が開通。

## 人口
| |                                      |  |
| 原村と全国の年齢別人口分布（2005年） | 原村の年齢・男女別人口分布（2005年） |  |
| ■紫色 ― 原村 ■緑色 ― 日本全国 | ■青色 ― 男性 ■赤色 ― 女性            |  |
| 原村（に相当する地域）の人口の推移 \| 1970年（昭和45年） \| 5,869人 \| \| \| 1975年（昭和50年） \| 5,725人 \| \| \| 1980年（昭和55年） \| 6,125人 \| \| \| 1985年（昭和60年） \| 6,343人 \| \| \| 1990年（平成2年） \| 6,502人 \| \| \| 1995年（平成7年） \| 7,005人 \| \| \| 2000年（平成12年） \| 7,207人 \| \| \| 2005年（平成17年） \| 7,456人 \| \| \| 2010年（平成22年） \| 7,573人 \| \| \| 2015年（平成27年） \| 7,566人 \| \| \| 2020年（令和2年） \| 7,680人 \| \| |                                      |  |
| 総務省統計局 国勢調査より |                                      |  |
| 1970年（昭和45年） | 5,869人                              |  |
| 1975年（昭和50年） | 5,725人                              |  |
| 1980年（昭和55年） | 6,125人                              |  |
| 1985年（昭和60年） | 6,343人                              |  |
| 1990年（平成2年） | 6,502人                              |  |
| 1995年（平成7年） | 7,005人                              |  |
| 2000年（平成12年） | 7,207人                              |  |
| 2005年（平成17年） | 7,456人                              |  |
| 2010年（平成22年） | 7,573人                              |  |
| 2015年（平成27年） | 7,566人                              |  |
| 2020年（令和2年） | 7,680人                              |  |

## 行政
- 村長：牛山貴広

### 歴代村長
特記なき場合『原村誌 下巻』および『郷土の歩み 風土と歴史 新田開発四百年記念誌』による。
| 代               | 氏名             | 就任                   | 退任                   | 備考             |
| 原村戸長（公選） | 原村戸長（公選） | 原村戸長（公選）       | 原村戸長（公選）       | 原村戸長（公選） |
| ---------------- | ---------------- | ---------------------- | ---------------------- | ---------------- |
|                  | 荒木嘉助         | 1879年（明治12年）8月  | 1881年（明治14年）4月  |                  |
|                  | 堀内治郎吉       | 1881年（明治14年）6月  | 1885年（明治18年）3月  |                  |
| 原村戸長（官選） |                  |                        |                        |                  |
|                  | 中島廣蔵         | 1885年（明治18年）3月  | 1889年（明治22年）     |                  |
| 原村長（官選）   |                  |                        |                        |                  |
| 1                | 堀内治郎吉       | 1889年（明治22年）5月  | 1892年（明治25年）10月 |                  |
| 2                | 藤原光蔵         | 1892年（明治25年）12月 | 1894年（明治27年）4月  |                  |
| 3                | 平林信休         | 1894年（明治27年）5月  | 1896年（明治29年）10月 |                  |
| 4                | 中村嘉重         | 1897年（明治30年）1月  | 1899年（明治32年）5月  |                  |
| 5                | 高橋豊重         | 1899年（明治32年）6月  | 1901年（明治34年）8月  |                  |
| 6                | 小泉賢蔵         | 1901年（明治34年）8月  | 1903年（明治36年）3月  |                  |
| 7                | 小林時松         | 1903年（明治36年）4月  | 1903年（明治36年）11月 |                  |
| 8                | 中村嘉重         | 1903年（明治36年）12月 | 1907年（明治40年）9月  |                  |
| 9                | 平林長次郎       | 1907年（明治40年）10月 | 1908年（明治41年）7月  | 村長代理         |
| 10               | 清水藤吉         | 1908年（明治41年）8月  | 1909年（明治42年）7月  |                  |
| 11               | 鎌倉徳之亟       | 1909年（明治42年）10月 | 1913年（大正2年）9月   |                  |
| 12               | 秋山筆八         | 1913年（大正2年）10月  | 1916年（大正5年）7月   |                  |
| 13               | 平林新吾         | 1916年（大正5年）8月   | 1918年（大正7年）10月  |                  |
| 14               | 松原弘一         | 1918年（大正7年）11月  | 1918年（大正7年）11月  | 職務管掌         |
| 15               | 古畑久太郎       | 1918年（大正7年）11月  | 1919年（大正8年）3月   | 代理村長         |
| 16               | 柳沢市之亟       | 1919年（大正8年）3月   | 1920年（大正9年）5月   | 代理村長         |
| 17               | 清水長吉         | 1920年（大正9年）5月   | 1921年（大正10年）1月  |                  |
| 18               | 伊藤源太郎       | 1921年（大正10年）1月  | 1921年（大正10年）9月  |                  |
| 19               | 野明亥助         | 1921年（大正10年）11月 | 1923年（大正12年）3月  |                  |
| 20               | 寺島弘           | 1923年（大正12年）5月  | 1923年（大正12年）6月  | 職務管掌         |
| 21               | 中沢徳三郎       | 1923年（大正12年）6月  | 1925年（大正14年）2月  | 代理村長         |
| 22               | 高橋睦示         | 1925年（大正14年）2月  | 1928年（昭和3年）2月   |                  |
| 23               | 清水長吉         | 1928年（昭和3年）7月   | 1932年（昭和7年）7月   |                  |
| 24               | 小松良金         | 1932年（昭和7年）7月   | 1937年（昭和11年）2月  |                  |
| 25               | 清水兵司         | 1937年（昭和11年）3月  | 1941年（昭和16年）3月  |                  |
| 26               | 小林重三郎       | 1941年（昭和16年）3月  | 1945年（昭和20年）3月  |                  |
| 27               | 伊藤菊重         | 1945年（昭和20年）3月  | 1946年（昭和21年）2月  |                  |
| 28               | 木下源五郎       | 1946年（昭和21年）2月  | 1947年（昭和22年）4月  |                  |
| 原村長（公選）   |                  |                        |                        |                  |
| 29               | 荒木宗治         | 1947年（昭和22年）4月  | 1951年（昭和26年）4月  |                  |
| 30               | 真道清七         | 1951年（昭和26年）4月  | 1955年（昭和30年）4月  |                  |
| 31               | 菊池雅吉         | 1955年（昭和30年）4月  | 1959年（昭和34年）4月  |                  |
| 32               | 野明為義         | 1959年（昭和34年）4月  | 1963年（昭和38年）4月  |                  |
| 33               | 小池亮次         | 1963年（昭和38年）4月  | 1964年（昭和39年）11月 |                  |
|                  | 鎌倉千振         | 1964年（昭和39年）11月 | 1964年（昭和39年）12月 | 職務代理         |
| 34               | 清水徳長         | 1964年（昭和39年）12月 | 1968年（昭和43年）11月 |                  |
| 35               | 菊池七郎         | 1968年（昭和43年）12月 | 1972年（昭和47年）11月 |                  |
| 36               | 小林庄吉         | 1972年（昭和47年）12月 | 1984年（昭和59年）11月 |                  |
| 37               | 菊池八五郎       | 1984年（昭和59年）12月 | 1999年（平成11年）7月  | [ 10 ]           |
| 38               | 清水 澄          | 1999年（平成11年）8月  | 2015年（平成27年）8月  | [ 10 ]           |
| 39               | 五味武雄         | 2015年（平成27年）8月  | 2023年（令和5年）8月   | [ 10 ]           |
| 40               | 牛山貴広         | 2023年（令和5年）8月   | 現職                   | [ 11 ]           |

### 村議会
- 議員定数：11人
- 議長：松下浩史

## 地域

### 地区
大久保、柏木、上里、菖蒲沢、中新田、払沢、原山、判之木、南原、室内、やつがね、八ツ手、柳沢

## 郵便局
- 原郵便局

### 隣接する自治体
- 長野県
  - 茅野市
  - 諏訪郡：富士見町

## 観光

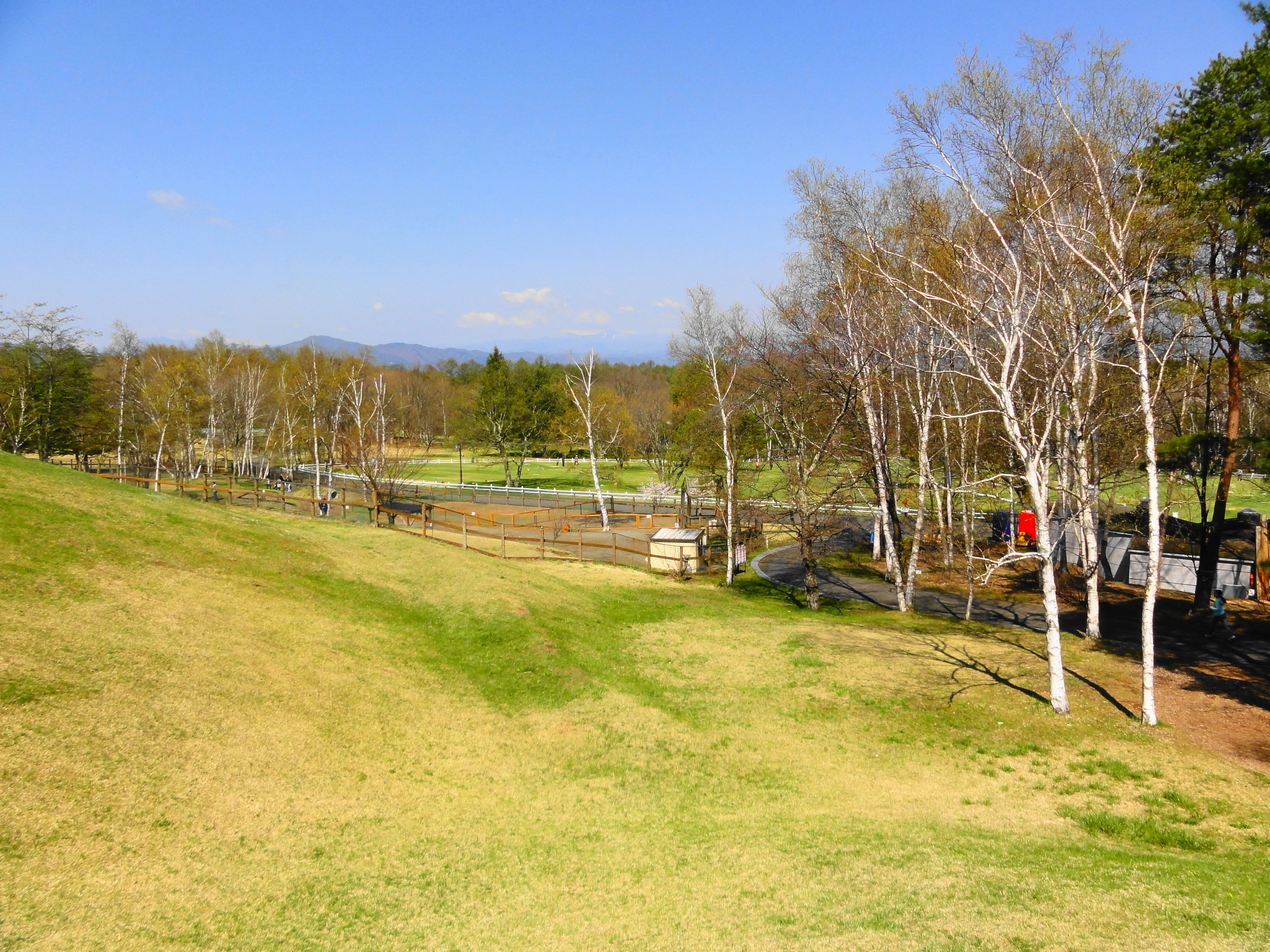
八ヶ岳自然文化園
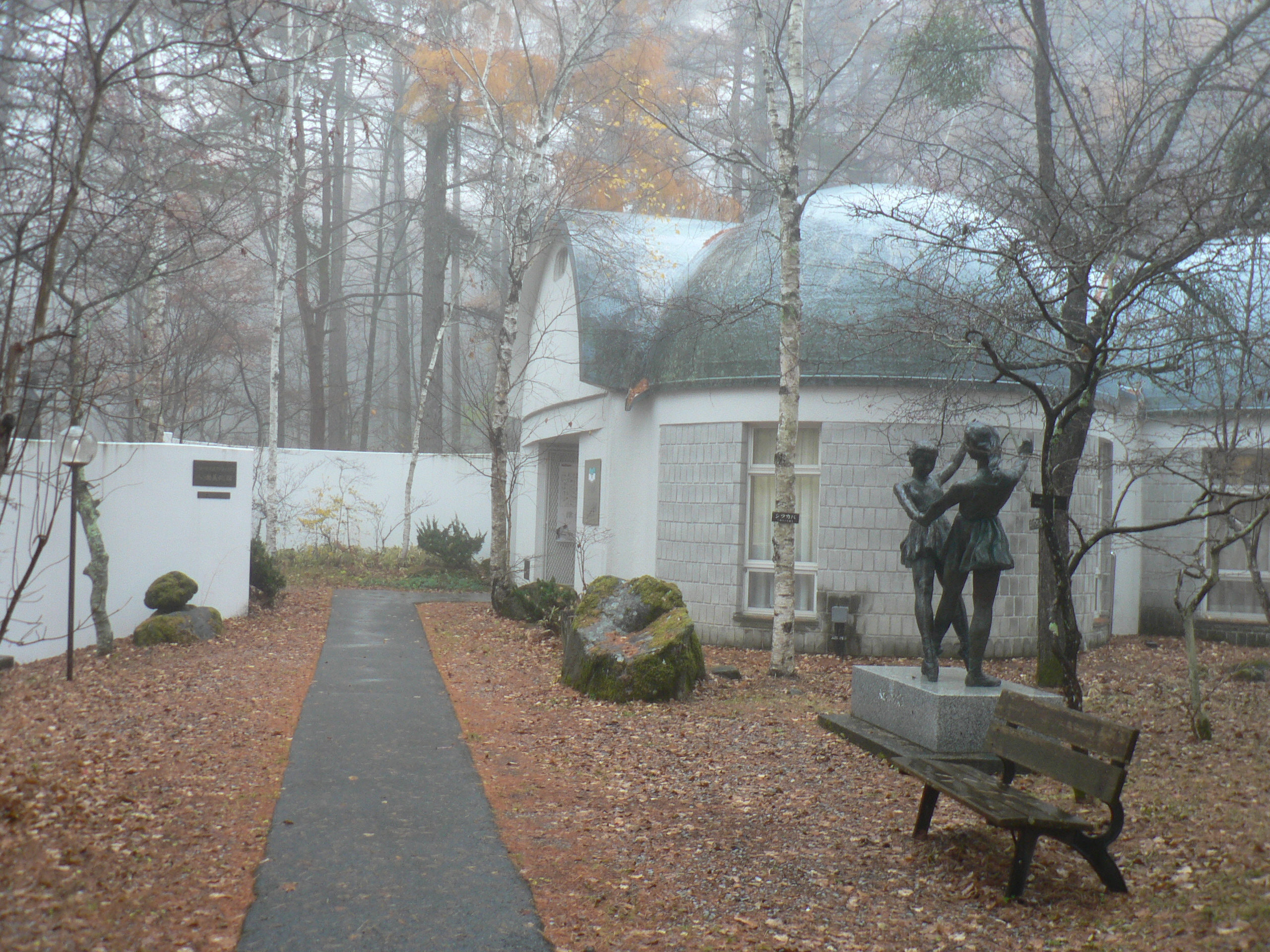
八ヶ岳美術館
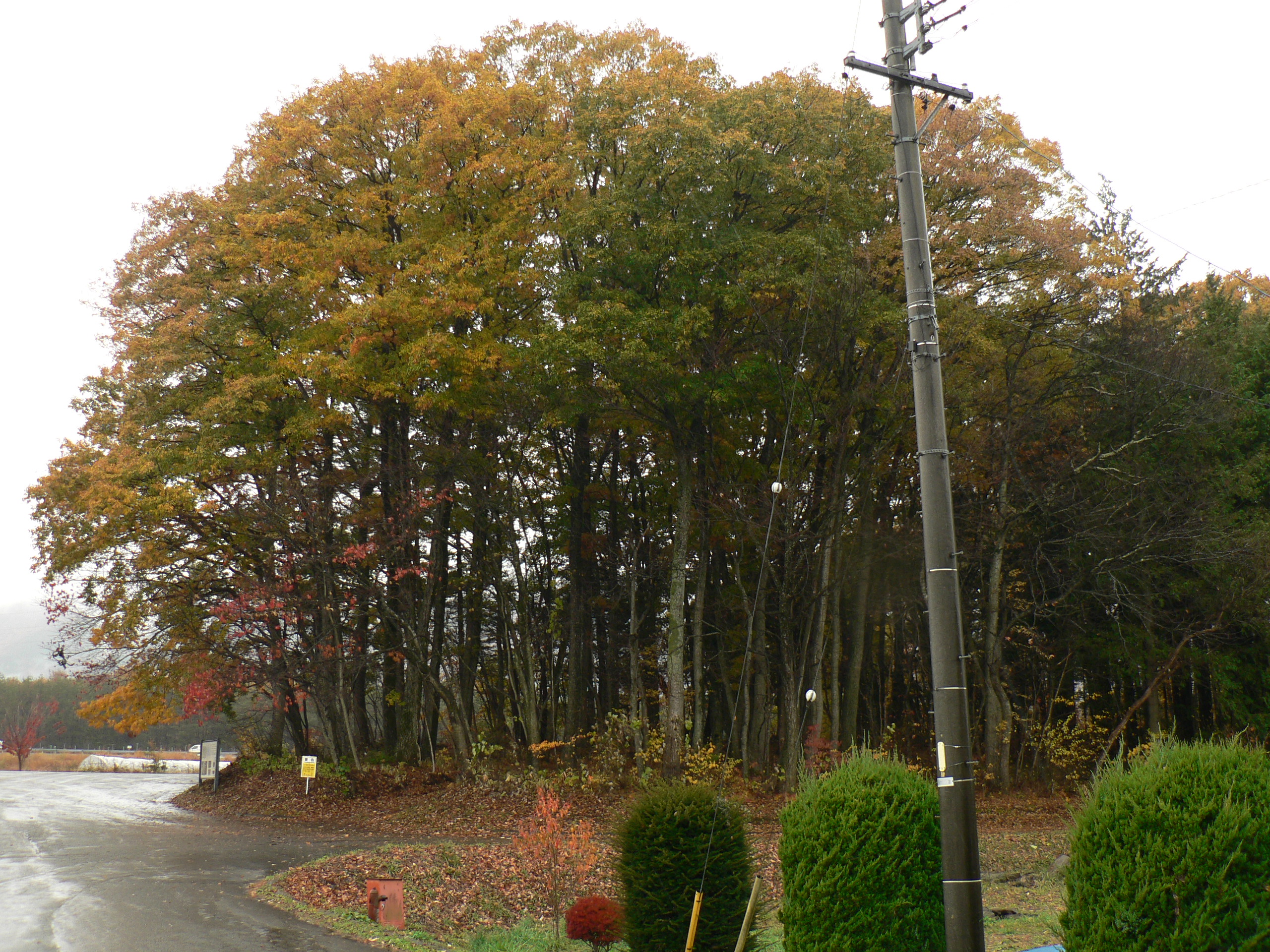
阿久遺跡

### 名所・旧跡
- 臥竜遺跡
- 阿久遺跡

### 観光スポット
- 八ヶ岳自然文化園
- 八ヶ岳美術館
- 小さな絵本美術館・八ヶ岳館
- 原村郷土館

## 経済

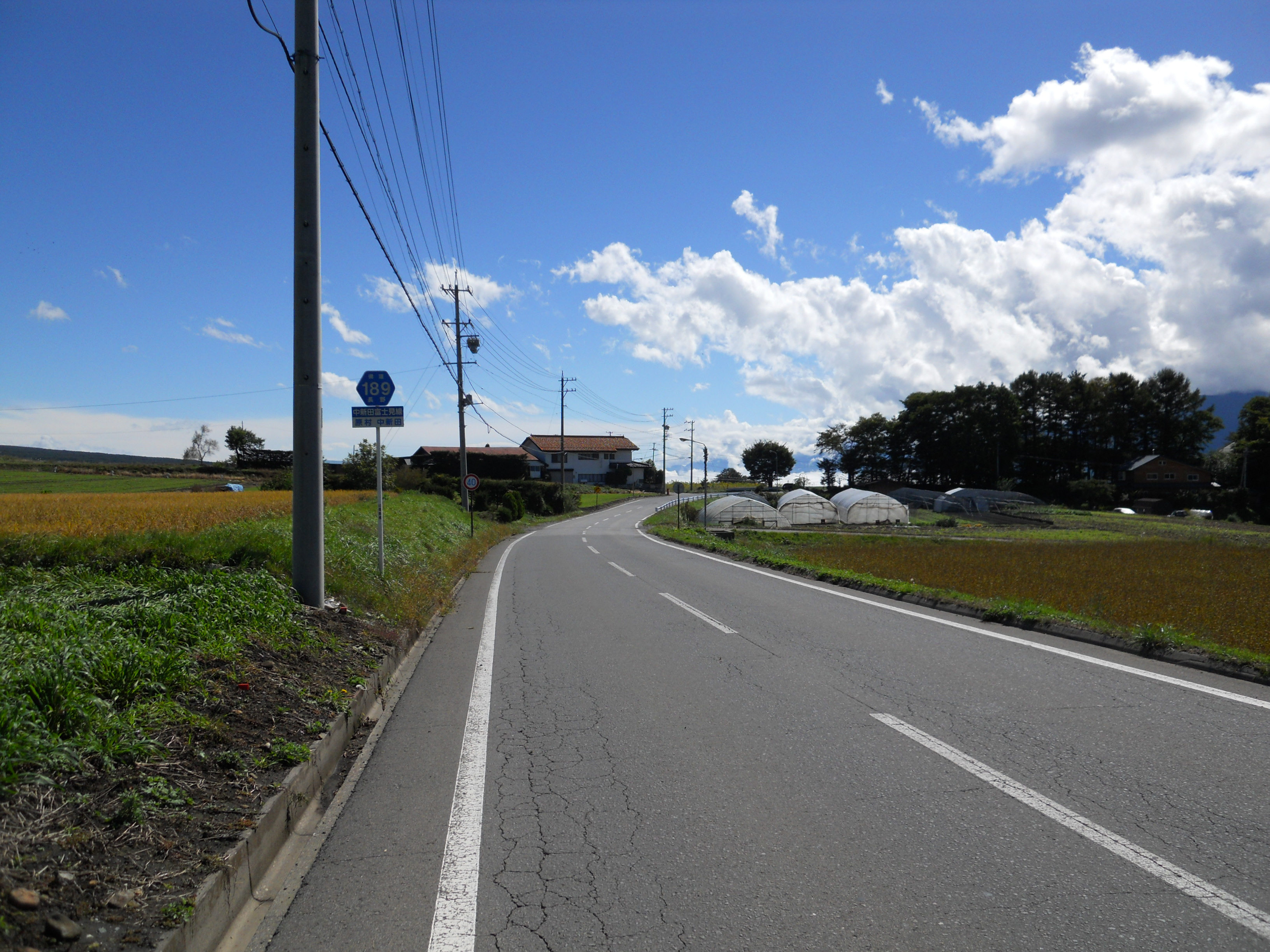
原村中新田付近
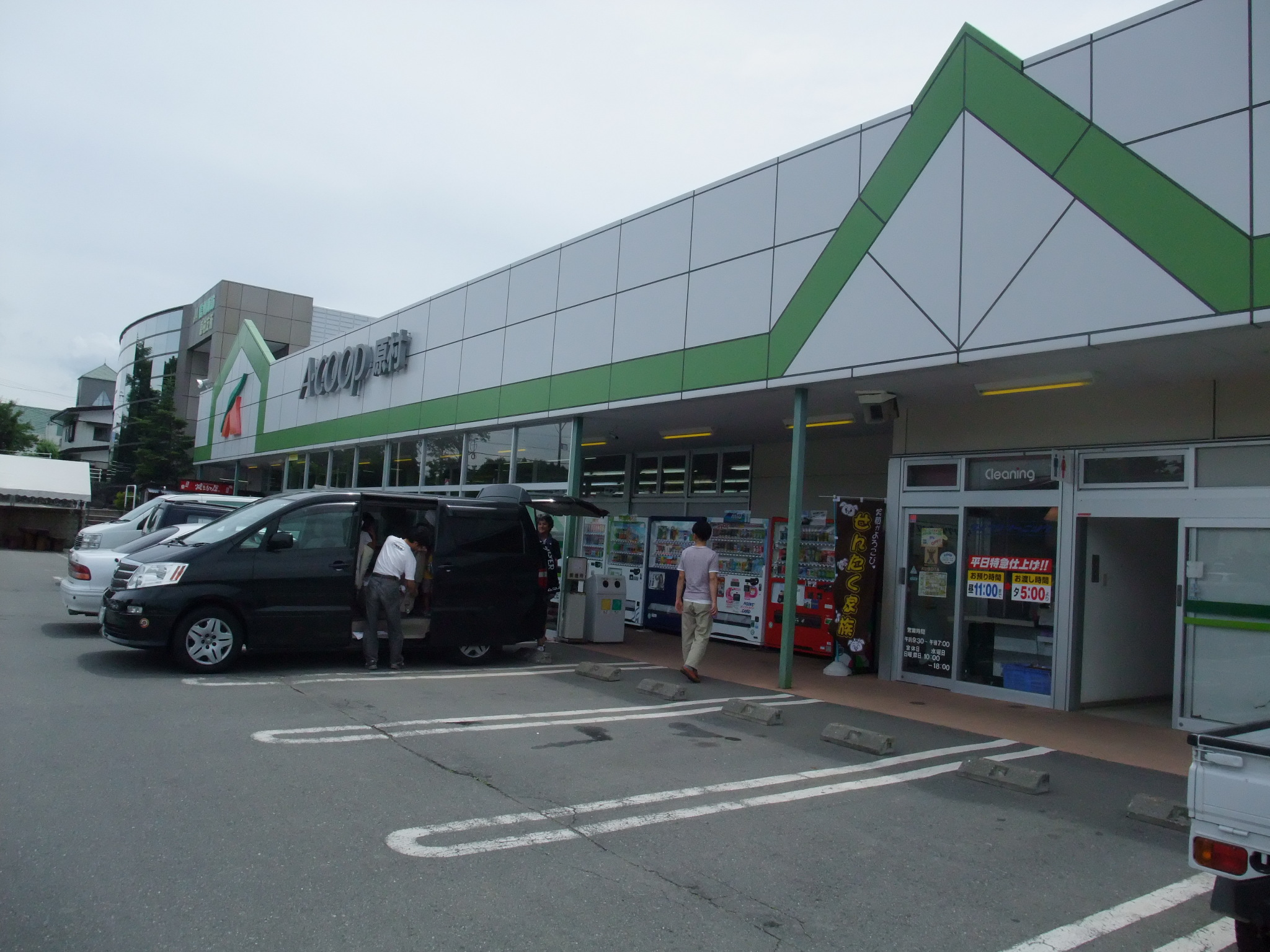
A・コープ 原村店

### 産業
- 主な産業
農業を基幹産業とし、高原野菜の生産が盛んで、特にセロリとアネモネの生産量は日本一である。また、八ヶ岳山麓の避暑地として観光業も盛んで、ペンションビレッジもある。ペンションビレッジは1973年9月にPSD（ペンション・サービス・デベロップメント）により6軒が着工され、営業が開始された。現在のペンションビレッジは第1との第2の二つがある。
- 産業人口
- 諏訪南工業団地

### 主要企業
- 焼きたて屋

## 交通

### 鉄道
村内に鉄道は通っていない。村役場の最寄り駅は茅野市の青柳駅。

### 道路
- 中央自動車道（中央道原PA）
  - 村内にインターチェンジはない。最寄りのインターチェンジは諏訪南インターチェンジである。
- 長野県道・山梨県道17号茅野北杜韮崎線
- 長野県道196号神ノ原青柳停車場線
- 長野県道197号払沢茅野線
- 八ヶ岳西麓広域農道（八ヶ岳エコーライン）

### 路線バス
- アルピコ交通（諏訪バス） - 茅野駅と八ヶ岳の登山口である美濃戸口を結び、村内の小さな絵本美術館八ヶ岳館や八ヶ岳中央農業実践大学校も経由する。土日祝日および盆・年末年始のみ運行。
  - 茅野駅 - 八ヶ岳小さな絵本美術館前 - 八ヶ岳中央農業実践大学校前 - 学林 - 太陽館前 - 事務所上 - 美濃戸口
- 茅野バス観光 - 茅野駅と村中心部を結ぶ穴山・原村線を運行する。平日のみ運行。
  - 茅野駅 - 諏訪中央病院 - 穴山 - 原村役場 - 払沢車庫
- 諏訪交通 - 朝夕に村内各地で通学通勤支援便を運行する。隣の富士見町内発着の便もある。

このほかに町内各地で利用できるAI乗合オンデマンド交通「のらざあ」があるが、利用者登録が必要
。

### ナンバープレート
自動車のナンバープレートはご当地ナンバーの諏訪ナンバー（長野運輸支局松本自動車検査登録事務所）が割り当てられている（2006年10月10日導入）。

## 教育
- 原村立原保育園
- 原村立原小学校
- 原村立原中学校
- 八ヶ岳中央農業実践大学校
- 原村図書館

※ 1962年3月まで、長野県富士見高等学校の原分校があった。

## 対外関係

### 姉妹都市
- 旧戸田村（静岡県、現沼津市）
  - 1974年5月2日姉妹都市提携
- プケコヘ（ニュージーランド）
  - 2002年7月26日相互友好都市提携

## 出身・関連著名人

### 出身有名人
- 阿部治平（地理学者）
- 伊藤理佐（漫画家）
- 牛山貴広（競輪選手・元スピードスケート選手）
- 菊池岳仁（競輪選手）
- 木下厚（政治家、政治評論家）
- 小林うてな（ミュージシャン）
- 篠原祐剛（元スピードスケート選手）
- 清水多嘉示（彫刻家）
- 清水正男（教育学者）
- 清水睦（法学者）
- 津金寉仙（書道家）
- 津金孝邦（書道家）
- 中原涼（歌手）
- 野明敏治（教育学者）
- 野明弘幸（スピードスケート選手）
- 堀内敏宏（ジャーナリスト）
- 宮坂覺（近代文学者、フェリス女学院大学学長）
- OGRE YOU ASSHOLE（出戸学、平出規人※2011年に脱退）（バンド）

### ゆかりの著名人
- UA（歌手）
- 楳図かずお（漫画家）
- 越中詩郎（プロレスラー）
- 小林節子（フリーアナウンサー）
- 滝田栄（俳優）
- 藤井恵（料理研究家）
- 松山猛（作家、作詞家）
- 宮崎ますみ（女優）
- 役所広司（俳優）